# Taurianova
Taurianova – miejscowość i gmina we Włoszech, w regionie Kalabria, w prowincji Reggio Calabria.
Według danych na rok 2004 gminę zamieszkiwało 15 797 osób, 336,1 os./km².